# Долина десяти тысяч дымов
Долина десяти тысяч дымов (англ. Valley of Ten Thousand Smokes) — это территория площадью около 100 км² в южной части штата Аляска (США), расположенная в Национальном парке Катмай. Долина засыпана пеплом из-за крупного извержения, произошедшего в районе вулкана Катмай 6—8 июня 1912 года.
Извержение, которое привело к образованию долины и вулкана Новарупта, считается одним из крупнейших в XX веке. Звуковая волна после взрыва докатилась до Атланты и Сент-Луиса. Расположенный неподалеку остров Кадьяк был покрыт слоем пепла в 30 см, а интенсивные кислотные дожди, выпавшие на расстоянии до 600 км, разъели одежду людей в Ванкувере.
Всего в XX веке известно лишь три извержения в 6 баллов (из 8 по шкале вулканических извержений). Длительность извержения составляла около 60 часов, мощность оценивалась в 17 км³, столбы пепла поднимались на 20 км, а на землю выпало около 11 км³ пепла.
Образовавшийся пирокластический поток (смесь высокотемпературных вулканических газов, пепла и камней) уничтожил биологические сообщества долины. Территорию покрыл многометровый (от 30 до 200 м) слой раскаленного песка и пепла, застывший на поверхности коркой туфа. Водные потоки, оказавшиеся глубоко под раскалённой породой, испарялись от высокой температуры, из-за чего образовались фумаролы разной величины.
Долину обнаружила в 1916 году полевая экспедиция американского ученого Роберта Ф. Григгса, исследующего последствия извержения — вырывающиеся из-под земли белые дымящиеся струи. В связи с этим Григгс дал местности её нынешнее имя — Долина десяти тысяч дымов — и впервые опубликовал отчёт о ней. Экспедиция изучала долину около четырёх лет.
К XXI веку пепел практически остыл, в долине не осталось действующих фумарол. Сейчас Долина — голая безжизненная местность с глубокими каньонами, содержащими элементы солевых отложений и оксидов металлов. Признаки вулканической деятельности различимы лишь на соседних холмах.
Долина десяти тысяч дымов является популярным туристическим объектом. Для развития туризма в летнее время в Долину организуются ежедневные автобусные экскурсии.

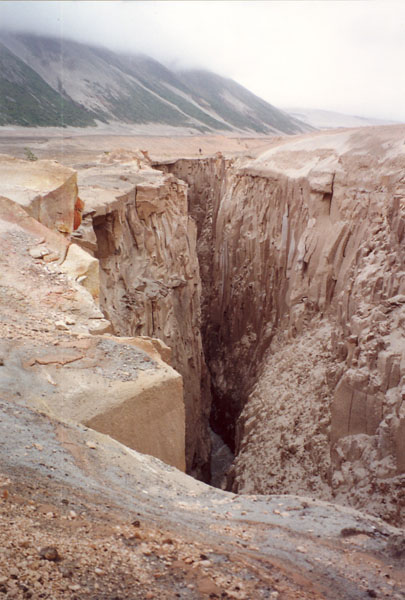
Ущелье Найф-Крик
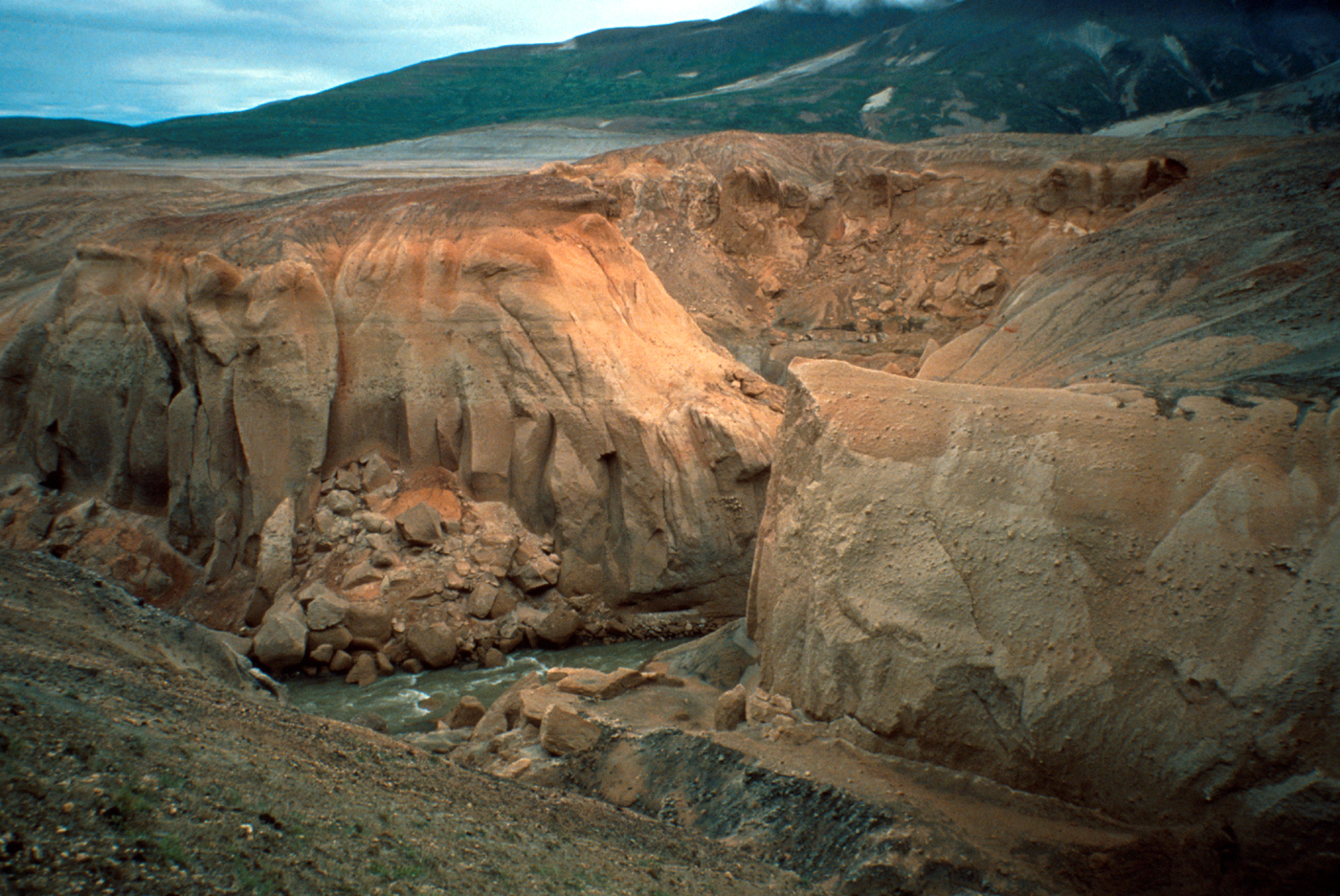
Река Лета